# Sophia Bush

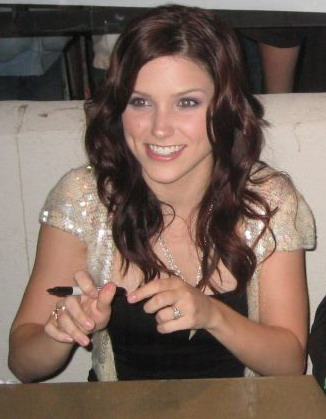
Sophia Bush podczas spotkania z fanami serialu Pogoda na miłość

Sophia Anna Bush (ur. 8 lipca 1982 w Pasadenie) – amerykańska aktorka, która grała m.in. w serialach Pogoda na miłość oraz Chicago PD.

## Życiorys

### Wczesne lata
Urodziła się w 1982 roku w Pasadenie. Ma korzenia brytyjskie, szkockie i włoskie. Jej ojciec Charles Bush jest fotografem, a matka – Maureen Bush jest właścicielką studia fotograficznego, nie posiada rodzeństwa. Rodzice wybrali jej imię na cześć aktorki Sophii Loren. Dorastała w Los Angeles, gdzie uczęszczała do Westridge School – prywatnej szkoły dla dziewcząt. Bush była jedną z najbardziej popularnych uczennic, dzięki czemu w 2000 roku zdobyła tytuł Królowej Pasadeny.
W liceum Sophia należała do drużyny siatkarskiej i początkowo właśnie z siatkówką wiązała swoją przyszłość. W szkole wymagany był udział w zajęciach teatralnych i to podczas swojego pierwszego występu, Bush podjęła decyzję o zostaniu aktorką. Po liceum przez 3 lata studiowała dziennikarstwo na Uniwersytecie Południowej Kalifornii, jednak zrezygnowała dla roli Brooke Davis w serialu Pogoda na miłość.

### Kariera
Jej debiut aktorski nastąpił w 2002 roku, gdy wystąpiła u boku Ryana Reynoldsa w komedii Wieczny student. W tym samym roku zagrała w filmie Punkt zapalny, którego gwiazdą, był Ray Liotta. 2003 rok rozpoczął się dla Bush epizodyczną rolą w serialu Sabrina, nastoletnia czarownica. Wystąpiła również w filmie Learning Curves. Jesienią pojawiła się w 3 epizodach serialu Bez skazy. Tego samego roku, premierę miał film Terminator 3: Bunt Maszyn. Sophia wygrała casting na rolę Kate Brewster, jednak po tygodniu pracy na planie, producenci uznali, że jest za młoda i zastąpili ją Claire Danes.
Przełom w karierze nastąpił w momencie dołączenia do obsady serialu Pogoda na miłość. Rola Brooke Davis przyniosła Bush popularność oraz kilka nominacji do nagród, w tym Teen Choice Award. Początkowo postać Brooke Davis miała być drugoplanowa, jednak po 1 sezonie Bush dołączyła do głównej obsady, której nie opuściła do ostatniego sezonu. Sophia wyreżyserowała także 3 odcinki serialu.
W międzyczasie Bush pojawiała się w innych projektach. Zagrała drugoplanowe role w: Supercross, Stay alive, czy John Tucker musi odejść. W 2007 roku zagrała główną kobiecą rolę w thrillerze Autostopowicz. Za rolę Grace Andrews otrzymała nagrodę Teen Choice Award dla najlepszej aktorki. 2008 rok, to rola w filmie Ulica Narrows, gdzie Sophia wcieliła się w postać Kathy Popovich. W 2011 roku, odbyła się premiera filmu Na desce. Obok Sophii, w filmie pojawili się m.in. Felicity Jones, Ed Westwick, Tamsin Egerton czy Brooke Shields.
Od 2012 Bush można było oglądać tylko w serialach. Zagrała główną rolę kobiecą w serialu komediowym Partners, jednak z powodu słabej oglądalności, serial został usunięty z ramówki. Od 2014 roku gra w serialu Chicago PD, gdzie wciela się w postać Detektyw Erin Lindsay. Jako ta sama postać pojawiła się również gościnnie w serialach: Chicago Fire, Chicago Med oraz Prawo i porządek: sekcja specjalna.

### Życie prywatne
W maju 2004 roku przyjęła oświadczyny Chada Michaela Murraya. Para wzięła ślub w kwietniu 2005 roku, jednak po 5 miesiącach ogłosili separację. Aktorka jako przyczynę anulowania małżeństwa podała zdradę, której Murray dopuścił się z Paris Hilton na planie filmu Dom woskowych ciał. Sąd odmówił anulowania małżeństwa i dopiero w grudniu 2006 roku para oficjalnie się rozwiodła.
Partnerami Bush byli również inni koledzy z planu: James Lafferty oraz Austin Nichols. Od 2014 do 2016 aktorka spotykała się z aktorem występującym w serialu Chicago PD – Jesse Lee Sofferem. W 2020 rozpoczęła związek z biznesmenem Grantem Hughesem, a w 2021 ogłosiła na Instagramie zaręczyny. Para wzięła ślub 11 czerwca 2022 w Philbrook Museum of Art w Tulsie (Oklahoma).

### Działalność charytatywna
Sophia udziela się w fundacjach oraz angażuje się w zbiórki pieniędzy dla potrzebujących. Wspiera m.in. fundacje: Fuck Cancer, Run For the Gulf, czy Global Green Gulf Relief. W 2011 roku otrzymała nagrodę serwisu Twitter Do Something Twitter, za motywowanie swoich obserwujących do pomocy w sprzątaniu po wycieku ropy z platformy wiertniczej Deepwater Horizon. Popiera również związki homoseksualne.

## Filmografia
| FILMY |                         |                |
| Rok   | Film                    | Rola           |
| ----- | ----------------------- | -------------- |
| 2002  | Wieczny student         | Sally          |
| 2002  | Punkt zapalny           | Carrie Orr     |
| 2003  | The Flannerys           | Katie Flannery |
| 2003  | Learning Curves         | Beth           |
| 2005  | Supercross              | Zoe Lang       |
| 2006  | Stay Alive              | October Bantum |
| 2006  | John Tucker musi odejść | Beth           |
| 2007  | Autostopowicz           | Grace Andrews  |
| 2008  | Ulica Narrows           | Kathy Popovich |
| 2009  | Table for Three         | Mary           |
| 2011  | Na desce                | Chloe          |
| 2013  | Hatfields & McCoys      | Emma McCoy     |

| SERIALE   |                                    |                 |
| Rok       | Film                               | Rola            |
| --------- | ---------------------------------- | --------------- |
| 2003      | Sabrina, nastoletnia czarownica    | Fate Mackenzie  |
| 2003      | Bez skazy                          | Ridley Lange    |
| 2003–2012 | Pogoda na miłość                   | Brooke Davis    |
| 2012–2013 | Partners                           | Ali Landow      |
| 2013–2017 | Chicago Fire                       | Erin Lindsay    |
| 2014–2016 | Prawo i porządek: sekcja specjalna | Erin Lindsay    |
| 2015–2017 | Chicago Med                        | Erin Lindsay    |
| 2014–2017 | Chicago PD                         | Erin Lindsay    |
| 2016      | HelLA                              | Sophia Bush     |
| 2022      | Good Sam                           | dr Sam Griffith |
| GŁOS      |                                    |                 |
| 2009      | Fineasz i Ferb                     | Sara            |
| 2015      | Pickle and Peanut                  | Głosy w tle     |

*Informacje pobrane z portalu IMDb

## Nagrody
| NOMINACJE |                    |                                                                                           |                         |           |
| Rok       | Nagroda            | Film                                                                                      | Rola                    | Wynik     |
| --------- | ------------------ | ----------------------------------------------------------------------------------------- | ----------------------- | --------- |
| 2005      | Teen Choice        | Ulubiona aktorka w serialu dramatycznym za film Pogoda na miłość                          | Brooke Davis            | Nominacja |
| 2006      | Teen Choice        | Ulubiona aktorka w serialu dramatycznym / akcji / przygodowym za film Pogoda na miłość    | Brooke Davis            | Nominacja |
| 2007      | Teen Choice        | Ulubiona aktorka komedii za film John Tucker musi odejść                                  | Beth                    | Wygrana   |
| 2007      | Teen Choice        | Ulubiona aktorka horroru / thrillera za film Autostopowicz                                | Grace Andrews           | Wygrana   |
| 2007      | Teen Choice        | Filmowy przełomowy żeński występ aktorski za filmy John Tucker musi odejść, Autostopowicz | Beth oraz Grace Andrews | Wygrana   |
| 2007      | Vail Film Festival | Rising Star Award                                                                         | Całokształt             | Wygrana   |
| 2008      | Teen Choice        | Ulubiona aktorka w serialu dramatycznym za film Pogoda na miłość                          | Brooke Davis            | Nominacja |
| 2010      | Teen Choice        | Ulubiona aktorka w serialu dramatycznym za film Pogoda na miłość                          | Brooke Davis            | Nominacja |

*Informacje pobrane z portalu IMDb